# Tsajures
Los tsajures o caxures (en tsajur: Йыхъбы, romanizado: Yiqby, ''цIаIхбы'', en lesguiano: ЦIахурар, en azerí: Saxurlar, en ruso: Цахуры) son un subgrupo étnico dentro de los lezguinos que habitan un territorio en el norte de Azerbaiyán y el sur de Daguestán, Rusia. Hoy en día el número de tsajures es de alrededor de 30.000 personas.

## Etnónimo
El grupo es generalmente conocido por el nombre tsajur, que deriva del nombre de un pueblo de Daguestán donde constituyen la mayoría.

## Historia
Los tsajures se mencionan por primera vez en fuentes armenias y georgianas del siglo VII, donde se les llama tsajaik. Después de la conquista de la Albania caucásica por los árabes, los tsajures formaron un estado semiindependiente (más tarde un sultanato) de Tsuketi y el suroeste de Daguestán. En el siglo XI, los tsajures (en su mayoría habían sido cristianos) se convirtieron al Islam. A partir del siglo XV, algunos comenzaron a moverse hacia el sur a través de las montañas hasta lo que ahora es el raión de Zagatala en Azerbaiyán. En el siglo XVIII, la capital del estado se trasladó del sur de Daguestán a Ilisu y pasó a llamarse sultanato de Elisu. Al oeste del sultanato los tsajures formaron las comunidades libres de Djaro-Belokani. El sultanato estaba en la esfera de influencia del kanato de Shaki. Se convirtió en parte del Imperio ruso a principios del siglo XIX.

## Demografía

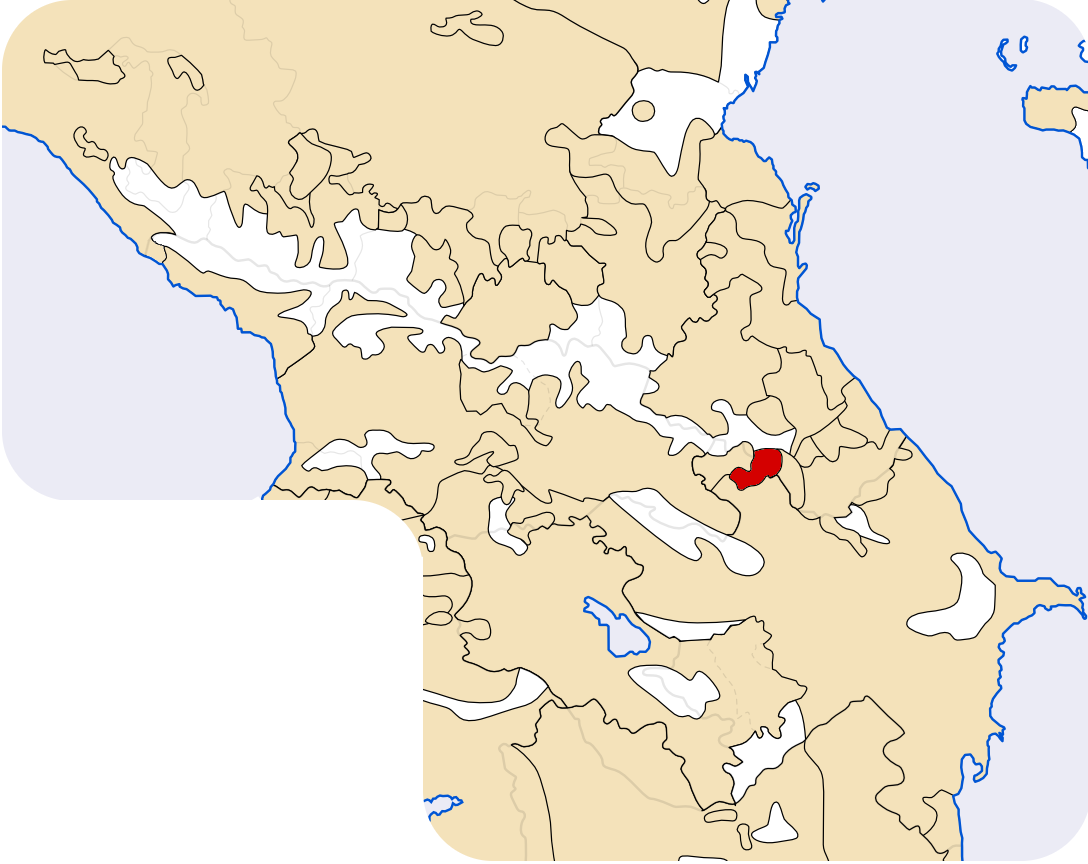
Área geográfica habitada por tsajures dentro del Cáucaso

Los tsajures viven en el raión de Zagatala (14% de la población) y en el de Gaj (menos del 2%) en Azerbaiyán. Según Wolfgang Schulze, hay 9 pueblos en Azerbaiyán, donde los tsajures constituyen la mayoría de la población, todos ellos en Zagatala. Además, 13 aldeas en Zagatala y Gaj tienen una importante minoría tsajur.
En Daguestán, viven en las partes montañosas del distrito de Rutul, donde los asentamientos más grandes son Tsajur, Gelmez, Kurdul y Mikik.

## Idioma
La mayoría de los tsajures hablan el idioma tsajur como lengua materna. La tasa de bilingüismo en tsajur y azerí es alta. Otros idiomas populares entre los tsajures incluyen el ruso y el lezgiano.

## Cultura
La principal ocupación tradicional de los tsajures incluye la cría de ovejas, que es la parte más importante de su economía. Sin embargo, los tsajures también son conocidos por sus habilidades como albañiles, sastres, carpinteros y artesanos (que incluyen el tejido de alfombras y tejido).
En 1992 se creó la sociedad cultural e histórica "Tsajuri", cuyo objetivo es revivir y desarrollar la cultura del pueblo tsajur y mejorar su estatus social. En Daguestán se publica el periódico Nur en lengua tsajur, la revista infantil "Lachin" y el programa musical de televisión "Alshan"; también se realizan diariamente transmisiones de radio y televisión. Desde 2009, la revista infantil "Sokolyonok" comenzó a publicarse en el idioma tsajur. La Universidad Estatal de Daguestán tiene un departamento de idiomas de Daguestán, donde se forman especialistas en el idioma tsajur. En 2014, se creó en Moscú la sociedad nacional-cultural Tsajur, encabezada por la figura pública Rafael Aliyev. Además hay un grupo de bailes típicos tsajures.
Azerbaiyán tiene un centro cultural tsajur en Zagatala, que se dedica al desarrollo de grupos de baile y canto. Uno de ellos, Jeyranum, actúa en Zagatala y Bakú. En 2009, se filmó un cortometraje "Vuelta a la alquibla" (en tsajur, Kiblayıka yıkыhiyna, en azerí: Arxası qibləyə), que se convirtió en el primer largometraje del mundo en lengua tsajur. El canto y la cultura musical de los tsajures fueron influenciados por la cultura de sus vecinos azerbaiyanos.

### Gastronomía
La cocina tsajur es rica en varios platos, y muchos de ellos se preparan con jayak. Los platos de repostería son uno de sus platos favoritos. El plato principal de la cocina de tsajur es el surhullu, que se hace principalmente con carne pero también hay variantes con carne de pollo y carne fresca. Además,  también son populares en su cocina los platos hikeyi y jingili. 